# エキノキャンディン

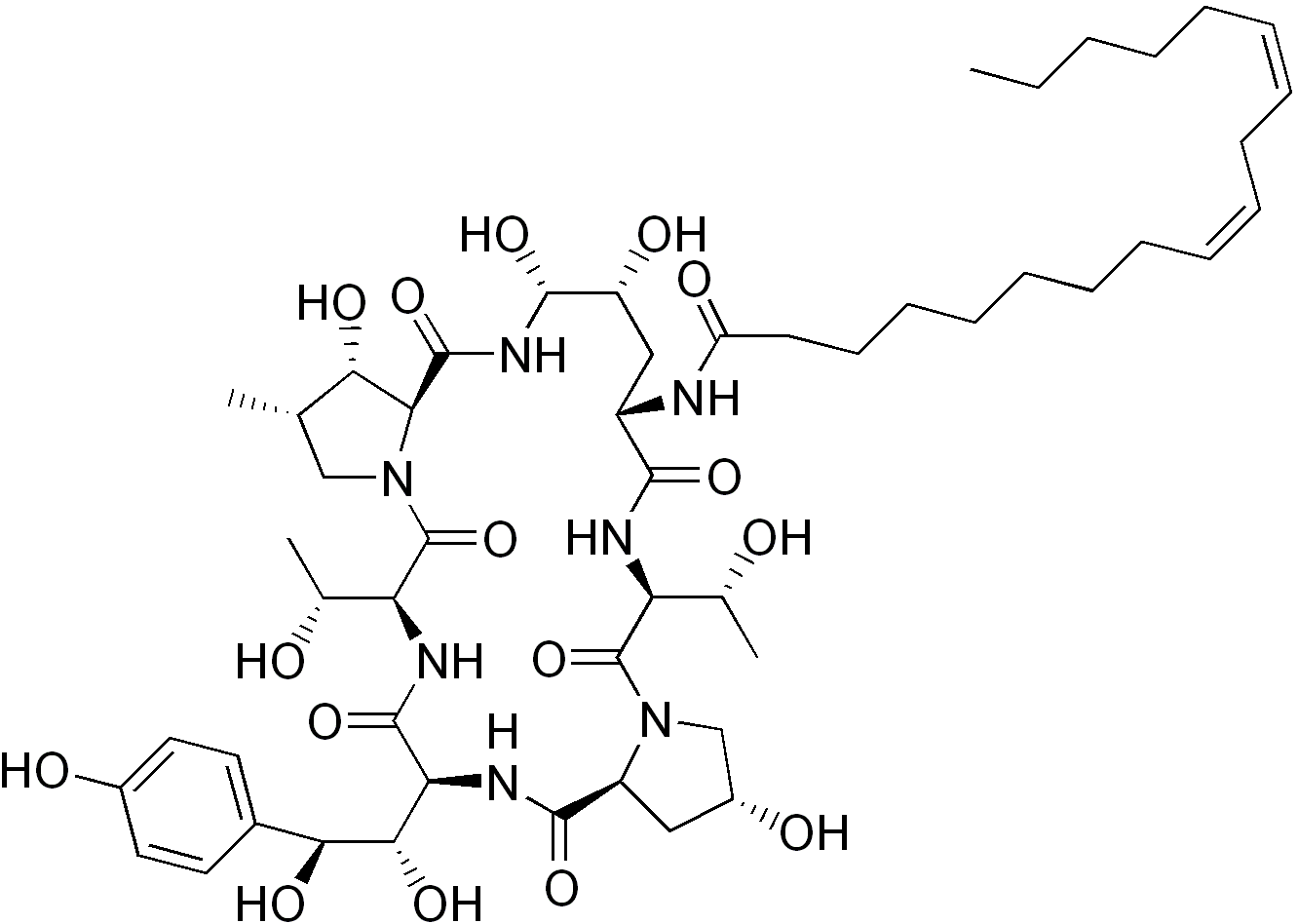
エキノキャンディンB

エキノキャンディンまたはエキノカンジン（英: echinocandin）、もしくは単にキャンディンは、1,3-β-グルカンシンターゼの非競合阻害によって真菌類の細胞壁中のβ-グルカンの合成を阻害する抗真菌薬のグループである。このクラスの抗真菌薬や関連するパプラカンジンは、作用機序が細菌に対するペニシリンの作用と類似しているため、"penicillin of antifungals"（「抗真菌薬界のペニシリン」）とも呼ばれる。β-グルカンは真菌細胞壁の他の構成要素と架橋された多糖であり、細菌のペプチドグリカンに相当する。カスポファンギン、ミカファンギン、アニデュラファンギンは半合成型エキノキャンディン誘導体であり、その溶解性、抗真菌スペクトル、薬物動態のために限定的ではあるものの、医学的用途が存在する。

## 医学的用途
このクラスの薬剤や薬剤候補は、一部の酵母に対する抗真菌薬である（カンジダ属Candidaの大部分には有効であるが、クリプトコッカス属Cryptococcus、トリコスポロン属Trichosporon、ロドトルラ属Rhodotorulaには効果がない）。エキノキャンディンはカンジダのバイオフィルムに対しても活性を示し、特にアムホテリシンBとの相乗的活性、フルコナゾールとの相加的活性を有する。エキノキャンディンは一部の粘菌に対しては静真菌薬として作用し（アスペルギルス属Aspergillusには作用するが、フザリウム属Fusarium、クモノスカビ属Rhizopusに対しては作用しない）、二形性真菌（ブラストミセス属Blastomyces、ヒストプラズマ属Histoplasma）に対してもわずかに活性を示す。また、ニューモシスチス・イロベチイPneumocystis jiroveciiの胞子に対してある程度の活性を示す。カスポファンギンは発熱性好中球減少症の治療、そして侵襲性アスペルギルス症に対するサルベージ治療に用いられる。ミカファンギンは、造血幹細胞移植患者のカンジダ症の予防に利用される。

## 副作用
エキノキャンディン系の3種類の薬剤はいずれも忍容性が高いが、最も一般的な副作用は、発熱、発疹、吐き気、そして注入部位の静脈炎である。また、注入速度が速すぎる場合には、ヒスタミン様反応（紅潮）が引き起こされる場合がある。毒性は稀である。使用によってアミノトランスフェラーゼやアルカリホスファターゼの上昇がみられる。

## 化学

カスポファンギン

現在臨床使用されているエキノキャンディン系薬剤は半合成ニューモキャンディンであり、化学的には環状ヘキサペプチドを有するリポペプチドである。カスポファンギン、ミカファンギン、アニデュラファンギンは類似した環状ヘキサペプチドを持ち、N結合型アシル脂肪酸鎖が結合している。この脂肪酸鎖は薬剤を真菌の細胞膜に固定する役割を果たし、抗真菌薬としての活性を促進する。エキノキャンディン系薬剤は経口バイオアベイラビリティが低いため、静脈注射によって投与される。

## 作用機序
エキノキャンディンは感受性真菌のβ-1,3-D-グルカンシンターゼ酵素複合体を非競合的に阻害し、グルカン合成を妨げる。β-グルカンが破壊されることで浸透力への耐性が失われ、細胞溶解が引き起こされる。エキノキャンディンはアスペルギルス属に対しては静真菌薬として、そしてカンジダ属の大部分に対して抗真菌薬として作用し、フルコナゾール耐性を示す系統に対しても有効である。In vitroでの実験やマウスモデルでの実験からは、エキノキャンディンは抗原性の高いβ-グルカンエピトープを露出させることで宿主細胞による認識と炎症応答を加速させ、宿主の免疫応答を高めている可能性が示されている。

## 耐性
カンジダ属ではエキノキャンディン耐性は稀であるが、C. albicans、C. glabrata、C. lusitaniae、C. tropicalis、C. parapsilosisである程度の耐性が生じうることが症例研究で示されている。耐性のパターンとしては、グルカンシンターゼ（Fks1-Fks2複合体）の変化、排出ポンプの過剰発現、キチン産生の増大による細胞壁の強化、ストレス応答経路のアップレギュレーション、DNAミスマッチ修復経路の調節不全などが知られている。また、カンジダ属やアスペルギルス属のいくつかの種や系統では、微量液体希釈法による感受性試験において、低濃度では感受性であるが高濃度では耐性を示すというparadoxic effectが報告されている。
非カンジダ属の酵母（クリプトコッカス属、トリコスポロン属、ロドトルラ属、Blastoschizomyces属など）やフザリウム属などの糸状菌、接合菌綱、スケドスポリウム属Scedosporiumはエキノキャンディンに耐性を示すことが多い。ヒストプラズマ属、ブラストミセス属、コクシジオイデス属Coccidioidesに対する臨床的有効性は極めて小さく、特に酵母型に対して乏しい。

## 薬物動態
エキノキャンディンは分子量が大きいため、経口バイオアベイラビリティは乏しく、静脈注射によって投与される。また、その大きな構造のため、脳脊髄液、尿、眼への移行は限定的である。血漿中では、エキノキャンディンは血清タンパク質に対して高い親和性を有する。エキノキャンディンはCYP450やP糖タンパク質との大きな相互作用はみられない。カスポファンギンは3相からなる非線形性の薬物動態を示すのに対し、ミカファンギン（肝臓でアリールスルファターゼ、カテコール-O-メチルトランスフェラーゼ、ヒドロキシル化によって代謝される）とアニデュラファンギン（体内で自発的に分解され、大部分が代謝産物として尿へ排出される）は線形的に消失する。患者が若いほどミカファンギンやカスポファンギンの消失速度は速くなる。

## 干渉
カスポファンギンはシクロスポリン代謝、そしてミカファンギンはシロリムス（ラパマイシン）とある程度干渉するが、アニデュラファンギンはシクロスポリン、タクロリムス、ボリコナゾールとの併用の際の用量調整は不要である。

## 例
代表的なエキノキャンディン系薬剤には次のようなものがある。
- ニューモキャンディン（英語版） - 長鎖脂肪酸に結合した環状ヘキサペプチド
- エキノキャンディンB（英語版） - 溶血リスクのため臨床使用されていない
- シロファンギン（英語版） - 溶媒の毒性のため治験が中止された
- カスポファンギン（英語版） -  販売名: カンサイダス（Cancidas、MSD）
- ミカファンギン - FK463、販売名: ファンガード（Mycamine、アステラス）
- アニデュラファンギン（英語版） -  VER-002、V-echinocandin、LY303366、販売名: Eraxis（ファイザー）
- レザファンギン（英語版） - CD101 IV、最も長期間作用し（週1回投与）、最も安全性の高いエキノキャンディン系薬剤であると考えられている。シダラ・セラピューティクス（Cidara Therapeutics）による開発。STRIVE試験（第2相）では、レザファンギンの週1回投与の安全性、そしてカンジダ血症や侵襲性カンジダ症の治療における有効性が示されている[23]。

## 歴史

アニデュラファンギン

最初に得られたエキノキャンディン系化合物であるエキノキャンディンBは、1974年にAspergillus delacroxii（Aspergillus nidulans var. echinolatus A 32204）の代謝産物として発見された。エキノキャンディンBは良好な抗真菌作用を示した一方で、強い溶血作用もみられた。エキノキャンディンBの半合成アナログであるシロファンギンは溶血作用を克服し、臨床試験が行われた最初の薬剤となったが、水溶性の乏しさと溶媒の毒性のために試験は中止された。その後、ビョウタケ目の菌類Glarea lozoyensis ATCC 20868（Zalerion arboricola）の代謝産物からニューモキャンディンが発見され、ニューモキャンディンをもとに開発されたカスポファンギンは2001年、FDAの承認を受けた最初のエキノキャンディン系抗真菌薬となった。その後、2005年にはミカファンギン、2006年にはアニデュラファンギンがそれぞれFDAの承認を受けた。